# Arques (rivier)
De Arques is een middelgrote rivier in de regio Normandië, in het departement Seine-Maritime. De rivier ontstaat door de samenloop van de Varenne, Eaulne en Béthune bij Arques-la-Bataille, en mondt uit in de haven Dieppe en is in totaal ongeveer 6 km lang.